# ولاية مدحاء
ولاية مدحاء هي إحدى الولايات التابعة لمحافظة مسندم في سلطنة عمان، وهي جيب خارجي إذ تحيط بها دولة الإمارات من كل الجهات. تقع بين سلاسل جبلية ومحاطة بإمارات الشارقة والفجيرة ورأس الخيمة - سكانها نحو 3 آلاف يصلها بالإمارات عدة مراكز حدودية ويفصلها من المناطق الأخرى سياج حدودي.
تقع هذه الولاية على الطريق المؤدي من مدينة خورفكان التابعة لإمارة الشارقة إلى إمارة الفجيرة.
كما تقع قريتان تتبعان إمارة الشارقة وهما: النحوة وشيص داخل هذه الولاية أيضاً.[بحاجة لمصدر]

## عدد السكان
يبلغ عدد سكان ولاية مدحاء 3258 نسمة حيث يبلغ عدد العمانيين 1938 نسمة بينما يبلغ عدد الوافدين 1320 نسمة حسب إحصاءات تعداد 2010.

## النقوش
تكثر بها النّقوش الصّخرية القديمة. وتحمل رسوماتٍ تعود إلى ما قبل الإسلام، كما تحمل رسومات وكتابات ترجع إلى القرون الهجريّة الأولى.
إضافةً إلى ذلك، توجد بها عدّةُ مواقع أثريّة ترجع إلى العصر الحديدي والأعوام ما بين 1000 إلى 1500 قبل الميلاد. والعديد من المخازن السّريّة تحت الأرض والتي يعرّفها الأهالي هناك باسم «مخازن الجهل». وبها مقابر كثيرة تنفرد من بينها مقبرة حجر بني حميد بوجود النّقوش على شواهدها الجنائزية، من حجر الرخام الأبيض لأسماء الموتى.

## الحصون
وفي مدحاء أيضًا عدّة حصونٍ وأبراج في كلٍّ مِن: مدحاء، قلعة الغونة، قلعة حجر بني حميد؛ وهي تنتشر فوق قمم الجبال ومبنيةٌ من الحصى وتتّخذ شكل المجمّعات المؤهّلة لتكون أبراجًا للمراقبة.

## الجغرافيا
تتميّز المدينة بطبيعتها الجبليّة فضلاً عن كونها من بين الولايات العُمانية التّي يتمّ فيها الرّي بالأفلاج والعيون. منها ما تسيل مياهه باردة طوال العام، ومنها ما تخرج منه المياه الكبريتية الاستشفائية.
تنتشر في مدحاء الكهوف والمغارات الجبليّة والشجرة المعروفة باسم «الرّولة» والتي تتميّز بكبر حجمها وقدمها.